# Maybe You're Right
Pistes de Mona Bone Jakon
Lady d'Arbanville Pop Star
Maybe You're Right est une chanson de Cat Stevens figurant sur son troisième album Mona Bone Jakon paru en juillet 1970.